# All I Wanna Do (canción de Sheryl Crow)
«All I Wanna Do» —en español: «Todo lo que quiero hacer»— es una canción interpretada por Sheryl Crow. La canción fue escrita por Crow, David Baerwald, Bill Bottrell y Kevin Gilbert, con letra adaptada del poema "Fun" de Wyn Cooper de 1987. Fue el gran éxito de Crow de su álbum debut de 1993, Tuesday Night Music Club. La canción es el mayor éxito de Crow en los Estados Unidos, alcanzando el puesto número dos en el Billboard Hot 100 detrás de «I'll Make Love to You» de Boyz II Men durante seis semanas consecutivas del 8 de octubre al 12 de noviembre de 1994, y también encabezó el Billboard Adult Contemporary. Fue ganadora del Grammy de 1995 por Grabación del Año y Mejor Interpretación Vocal Pop Femenina y fue nominada a Canción del Año.
Además de su éxito en EE. UU., «All I Wanna Do» alcanzó el puesto número uno en Australia durante una semana y en Canadá durante cuatro semanas, y también encabezó la lista RPM Adult Contemporary en este último país. En Nueva Zelanda y el Reino Unido, alcanzó el puesto número cuatro, y en Europa, alcanzó el top 10 en Austria, Bélgica, Francia, Alemania, Irlanda y los Países Bajos. Es el mayor éxito internacional de Crow hasta la fecha.
Crow interpretó la canción en su álbum en vivo Sheryl Crow and Friends: Live from Central Park.

## Trasfondo y composición
La letra de la canción se basa en el poema «Fun» de Wyn Cooper. Cooper se inspiró para escribir el poema en una conversación en un bar con un amigo y escritor ocasional, Bill Ripley (fallecido en 2006), en la que dijo "Todo lo que quiero es divertirme un poco antes de morir", que se convirtió en la primera línea del poema. En una entrevista de 1994, Cooper dijo: «El poema no se trata realmente de él. O de mí. Son personas diferentes. Son personas que puedes ver como ... bueno ... correlativos objetivos. Símbolos de personas como nosotros, o lo que podríamos haber sido, o en lo que nos habríamos convertido si continuáramos bebiendo y no hiciéramos nada con nuestras vidas». El productor de Crow (Bottrell) descubrió el libro de poesía de Cooper The Country of Here Below en una librería de libros usados de Pasadena, California. Crow había escrito una canción llamada «I Still Love You», pero no estaba contenta con la letra; usó su melodía y adaptó el poema para la letra de «All I Wanna Do». La canción le valió a Cooper regalías considerables y ayudó a promocionar su libro, publicado originalmente en una tirada de solo 500 copias en 1987, en múltiples reimpresiones. Después de que la canción se hiciera popular, Ripley entabló una demanda sin éxito contra Cooper por algunas de las regalías de la canción, lo que puso fin a su amistad.
La línea hablada de apertura, «This ain't no disco», es una referencia a la canción «Life During Wartime» de Talking Heads.
Al asistir a una presentación de Crow en 1997 en el Rosemont Theatre de Illinois, el veterano crítico musical del Chicago Tribune Greg Kot calificó la canción como «una reescritura de "Stuck in the Middle with You" de Stealers Wheel».

## Recepción en la crítica
Larry Flick de Billboard escribió: «La niña querida de la crítica está lista para un merecido avance entre los 40 mejores con esta alegre palmada. Crow tiene un comportamiento amistoso que agrega un toque extra a un dulce escenario instrumental de guitarras tintineantes y ritmos que golpean los dedos de los pies. En vivo -Sounding jam es una banda sonora adecuada para un día en la playa o para ir a toda velocidad por la carretera con la capota abierta». Troy J. Augusto de Cash Box sintió que debería haber sido el primer sencillo de Tuesday Night Music Club. «La letra devil-may-care ("Hike a good beer-zumbido, early in the morning"), un toque country fresco y el estilo vocal amigable de Sheryl deberían ser el éxito de este número para sentirse bien. Rock, country, adulto y, en particular, los éxitos de la radio deberían encontrar mucho que amar en esta fiesta de bajo perfil. No te pierdas el programa en vivo. Ciertamente tiene potencial para ir más allá, sobre todo con Lisa Loeb como modelo a seguir, pero mi única confesión abrumadora es que, sinceramente, no puedo ver de qué se trata todo este alboroto. Es un buen tema, pero no más». Alan Jones de Music Week dijo que «este alegre éxito de pop rock es un dulce prolijo, pero entregado por expertos y estimulante con un coro pegadizo». Añadió: «Puede que los británicos no sonrían tanto como los compradores de rock de EE.UU., pero sonreirán lo suficiente como para que esto entre en la lista».

## Músicos
- Sheryl Crow – voces y guitarra eléctrica

- David Baerwald – guitarra acústica
- Bill Bottrell – guitarra de acero de pedal
- Kevin Gilbert – piano eléctrico, sintetizador y bajo
- Brian MacLeod – bateria, pandereta, cencerro y güiro

## Video musical
El video musical de la canción fue dirigido por David Hogan, quien también dirigió su video debut para «Leaving Las Vegas». Presenta a Crow y su banda interpretando la canción en la calle, con personajes notables volando por el aire. El video fue filmado frente al Teatro Roxy en la esquina de Franklin Street y North 1st Street en Clarksville, Tennessee.
Existen dos versiones del video musical. El video original presentaba al personaje «Billy», mencionado en la canción, interpretado por el actor Gregory Sporleder. Se lanzó una segunda versión del video con las apariciones del personaje editadas. La versión editada aparece en el DVD del video musical «Greatest Hits» de Crow.
En 2009, se lanzó un video musical adicional, incluido en el relanzamiento de 2009 de Tuesday Night Music Club.

## Posicionamiento en listas
| Listas (1994-95)                     | Mejor posición |
| ------------------------------------ | -------------- |
| Alemania (Media Control Charts)      | 10             |
| Australia (ARIA)                     | 1              |
| Austria (Ö3 Austria Top 40)          | 5              |
| Bélgica (Ultratop flamenca)          | 10             |
| Bélgica (Ultratop valona)            | 31             |
| Canadá (RPM)                         | 1              |
| EUA Billboard Hot 100                | 2              |
| EUA Billboard Top 40 Mainstream      | 1              |
| España Billboard Top 40 Mainstream   | 2              |
| EUA Billboard Adult Top 40           | 32             |
| EUA Billboard Adult Contemporary     | 1              |
| EUA Billboard Mainstream Rock Tracks | 35             |
| EUA Billboard Modern Rock Tracks     | 4              |
| Francia (SNEP)                       | 5              |
| Irlanda (IRMA)                       | 5              |
| Japón (Oricon)                       | 5              |
| Nueva Zelanda (RIANZ)                | 4              |
| Noruega (VG-lista)                   | 15             |
| Países Bajos (Dutch Top 40)          | 15             |
| Polonia (ZPAV)                       | 15             |
| Reino Unido (UK Singles Chart)       | 4              |
| Suiza (Swiss Music Charts)           | 13             |